# 박예은 (무용가)
박예은(1989년 1월 11일~)은 대한민국의 발레 무용수이자 대한민국 국립발레단 수석무용수&솔리스트&단원이다.

## 경력
- 국립발레단 수석무용수
- 국립발레단 솔리스트
- 2012.~ 국립발레단 단원

## 수상
- 2015. 코리아국제발레콩쿠르 은상
- 2009.전국신인무용콩쿠르 2위
- 2009. 독일 베를린국제무용콩쿠르 금상

## 학력
- 한국예술종합학교 무용원 실기과 예술사 (졸업)

```
* 
서울예술고등학교
 발레과 (졸업)
* 
예원학교
 무용과 발레 (졸업)
```